# Crátera de Darío
La Crátera de Darío o Vaso de Darío es una famosa crátera pintada por un pintor anónimo de cerámica apulia de la Magna Grecia, conocido comúnmente como el Pintor de Darío, que representa lo más eminente del final del «estilo ornato» en la pintura de vasos de figuras rojas en el sur de Italia. El vaso se produjo entre el 340 y el 320 a. C., probablemente en un gran taller similar a una fábrica en la ciudad griega de Tarento (antigua Taras), en la Magna Grecia, mucho antes de la caída de Tarento en manos de los romanos en el 272 a. C.
La crátera de Darío fue descubierta en 1851 cerca de Canosa di Puglia y está expuesta en el Museo Arqueológico Nacional de Nápoles. La obra, una crátera de volutas, es grande: tiene 1,3 metros de altura y 1,93 metros de circunferencia.
El vaso contiene varias inscripciones, como la que nombra a figuras individuales, pero también hay nombres temáticos (como persai - persas). Todo el espacio disponible en el vaso se utiliza para representaciones figurativas, dispuestas en dos o tres registros. Algunas zonas individuales están estructuradas por opulentos frisos ornamentales. El pintor de Darío está considerado como el primer pintor que explotó plenamente las posibilidades de la pintura de vasos de gran formato. Su estilo de dibujo tiene fama de ser especialmente bueno, sobre todo en lo que respecta a los rostros, que suele representar de tres cuartos.

## Decoración del vaso

### Cuello del vaso: Escenas de batalla

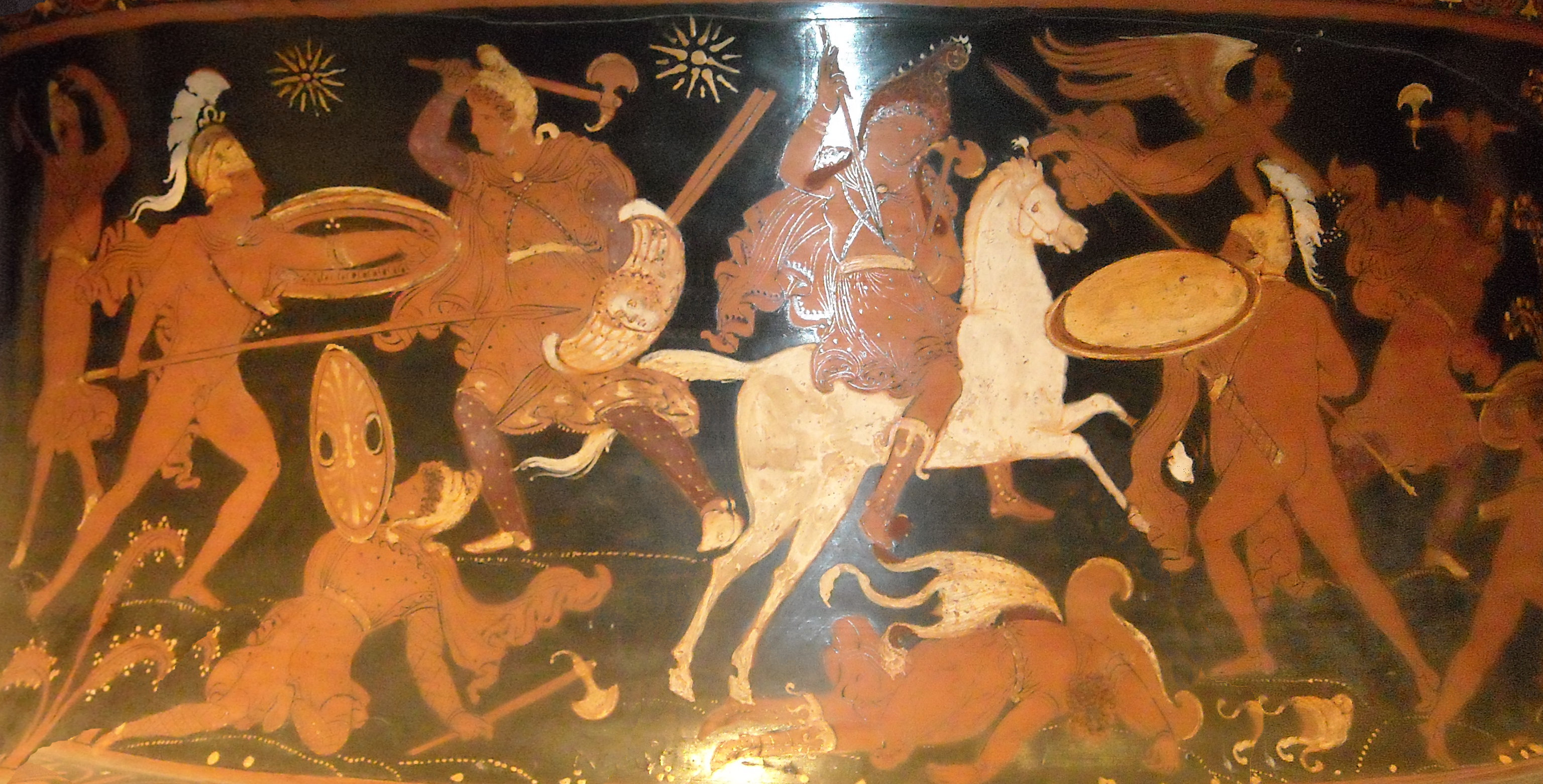
Escena de batalla entre griegos y persas, en el cuello del vaso.

El cuello del vaso muestra escenas de lucha entre griegos y persas. En general, se cree que estas escenas representan las batallas entre Alejandro Magno y Darío III, y no las batallas anteriores de las tropas de Darío I durante su primera invasión persa de Grecia.

### Nivel superior: Los dioses griegos

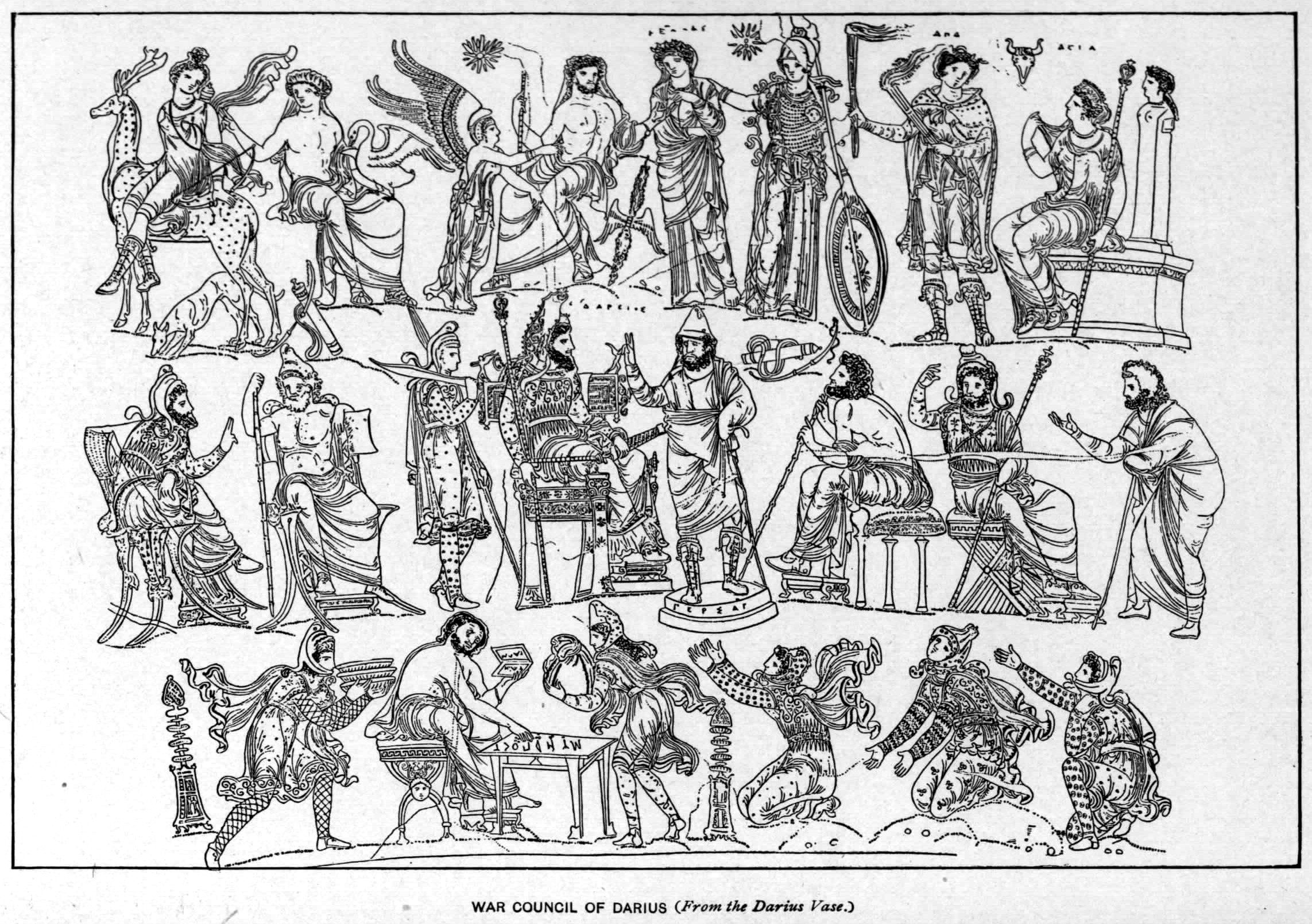
Los tres niveles del cuerpo del vaso: los dioses griegos, el Consejo de guerra de Darío y la recaudación de impuestos.

Por encima de Darío se encuentra una fila de dioses griegos: Artemisa montando un ciervo, Apolo sentado sosteniendo un cisne, Afrodita con Eros, Zeus sosteniendo su rayo, Hellas de pie, Atenea sosteniendo un escudo, Ápate sosteniendo dos antorchas, Asia sentada en un altar, junto a una columna que sostiene una cabeza (posiblemente de xoanon).

### Nivel intermedio: Darío y su corte
Darío I está representado sentado, con un largo vestido adornado con mangas y un alto sombrero persa. Un guardaespaldas se encuentra detrás de él, mientras Darío escucha una alegoría del pueblo persa, que le advierte que no debe atacar a los griegos. Darío también podría limitarse a estar escuchando a un mensajero. Jerjes I, todavía príncipe, sería representado, segundo por la derecha. La escena pública ofrecida por un gobernante aqueménida parece haber sido bastante clásica, y también aparece de forma similar en el friso de la tumba de Licia. 

### Nivel inferior: Recaudación de impuestos

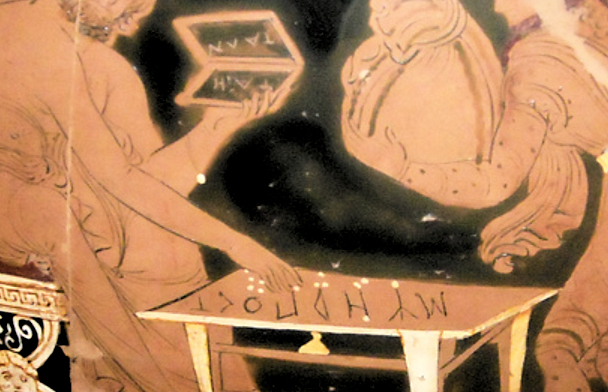
Cálculos del recaudador de impuestos en su abax (imagen invertida).

Se muestra a un recaudador de impuestos, el tesorero real, recibiendo pagos de varias naciones conquistadas, cuyos representantes se postran ante él. Sobre una mesa hay una tabla de cálculo —un tablero de cálculo o abax, utilizado para cálculos complicados—, con una serie de piedrecitas o fichas delante de los números griegos para calcular números grandes. En la tabla de cálculo aparece el símbolo «O», un símbolo beocio para el óbolo, o unidad pequeña. El uso de guijarros sobre un tablero para hacer cálculos se ilustra hasta los tiempos modernos por el hecho de que la calpe es “piedra” en latín, que es la etimología de la palabra ‘cálculo’. 

## Influencias
La Crátera de Darío es la posible representación de una escena de un drama griego. La representación de Darío en su vaso quizá derive en sus detalles de Los persas o Los compañeros del Consejo de Frínico, como concluye C. Anti en 1952, y Schmidt en 1960.